# ابا خل
ابا خل (به انگلیسی: Abba khel) در پاکستان است که در پنجاب (پاکستان) واقع شده‌است.